# 류자신
류자신(柳自新, 1541년 12월 ~ 1612년 2월 7일)은 조선시대 중기의 문신이자 외척이다. 본관은 문화이고 자는 지언(止彦)이다. 공조판서 류잠(柳潛)의 아들이며 광해군의 장인이다. 이담(李湛)의 문인이다.

## 생애
이담(李湛)의 문하에서 수학하였다. 1564년(명종 19) 사마시에 입격하여 진사가 되었고 1565년 문정왕후 윤씨의 상 중 3년상으로 사직한 아버지를 대신하여 태릉참봉이 되어 관직에 나갔다.
당시 그의 아버지 류잠은 태릉 수직의 장으로 있었는데 명종이 특명을 내려“능을 지키는 관리가 몸에 질병이 있으면 그 아들로써 능참봉을 삼아 그 아버지를 대행케 하라.”라고 하였다. 부친의 상중에 태릉참봉이 되어 출사하였고 3년상을 마친 이후 태릉참봉, 돈령부직장을 거쳐 내자시주부 이어 이어 장원서장원에 전임되었다가 평강현감으로 나갔다. 그 뒤 내직에 돌아와 1571년 사과가 되고 1572년 호조좌랑, 형조정랑, 1575년 봄 김포현령으로 부임하였으나 이듬해 아버지 유잠의 상을 당하여 3년상을 마쳤다.
1579년 형조정랑을 거쳐 이어 김제군수로 부임했다가 어머니의 나이가 70이 넘었다 하여 곧 사퇴하였다. 그 뒤 한성부판관, 장악원첨정 등을 지냈다. 그 뒤 제용감첨정을 거쳐 양근군수로 부임했다가 1581년 체직되었다. 1582년 상의원판관, 83년 사재감첨정, 85년 장악원 첨정으로 옮겨 내승을 겸임했다. 1587년 3월 셋째딸을 왕자 광해군의 부인으로 들여보냈다. 87년 여름 모친상을 당하여 3년상을 마쳤다.
1589년 가을 경조판관에 제수되었고 그해 겨울 정여립(鄭汝立)의 옥사에 안악현감으로 나가 해서(海西)의 가담자와 연루자들을 색출, 잡아들였으며, 이후 통정대부로 특진하여 안악현감을 연임하다가 광주목사 등을 지냈다. 1592년 임진왜란 때는 광해군을 수행하였다. 그 후 가선대부로 승진, 돈녕부동지사를 거쳐 외직인 춘천도호부사가 되었으나 윤두수가 동궁을 모셔야 된다는 이유로 만류하여 다시 돈녕부동지사가 되었다. 바로 왕의 어가를 호종하여 평양까지 갔다가 평양에서 묘사주(廟社主)를 모시고 광해군 분조를 따라 강원도방면으로 나갔다가 그해 가을 성천으로 가 성천도호부사에 임명되었다.
1595년 호군을 거쳐 한성부 우윤으로 전임되어 오위도총부부총관을 겸하였다. 그 뒤 개성부 유수를 거쳐 1597년 겨울 자헌대부 한성부 판윤 겸 도총관 등을 역임하고 오위도총부 도총관 등을 지냈으며, 1598년 명나라 장군을 구타한 사건으로 파직되었다. 1599년 개성부 유수, 1601년 지돈녕부사가 되었다.
1608년 광해군의 즉위로 보국숭록대부 돈녕부영사로 특진하고 문양부원군(文陽府院君)에 봉해졌다. 그러나 평소와 다름없이 겸공(謙恭)한 마음으로 일상생활에 근신하고 권문세가로 행세하는 일이 없었다. 1610년(광해군 2년) 기로소에 들어가 기로소당상이 되었다.

## 사후
1612년 사망하여 경기도 시흥시 목감동에 안장되었고 호성공신에 추록되었다. 광해군의 특명으로 갈충진성동덕찬모좌운이라는 열자의 호가 추가되었으며, 증직으로 대광보국숭록대부 의정부영의정겸 영경연 홍문관 예문관 춘추관 관상감사 세자사를 더하여 추증하였다. 1617년 신도비가 세워졌다. 1623년 인조반정으로 관작과 봉호가 추탈되었으며, 광해군 대에 권력을 누린 아들 희분(希奮), 희발(希發), 희량(希亮) 등은 처형 또는 유배되었다. 류자신 선생 묘 및 신도비는 경기도 시흥시 능곡동에 있다. 2000년 1월 31일 시흥시의 향토유적 제4호로 지정되었다.

## 가계
- 증조부 : 류제근(柳悌根)
- 조부 : 류수천(柳壽千)
  - 아버지 : 류잠(柳潛)
  - 어머니 : 하동 정씨(1505 ~ ?) - 정승염(鄭承廉)의 딸이자 정인지의 증손녀[1]
    - 남동생 : 류덕신(柳德新, 1548 ~ 1617)
    - 부인 : 봉원부부인 정양정(蓬原府夫人 鄭楊貞, 1541 ~ 1620) - 좌의정 정유길(鄭惟吉)의 딸이자 영의정 정광필(鄭光弼)의 증손녀
      - 장남 : 류희갱(柳希鏗, 1561 ~ ?)
      - 차남 : 류희담(柳希聃, 1563 ~ ?)
      - 3남 : 류희분(柳希奮, 1564 ~ 1623)
      - 4남 : 류희발(柳希發, 1568 ~ 1623)
      - 장녀 : 류옥영(柳玉英, 1570 ~ ?)
      - 차녀 : 류중영(柳重英, 1572 ~ ?)
      - 5남 : 류희량(柳希亮, 1575 ~ 1628)
      - 3녀 : 문성군부인(文城郡夫人, 1576 ~ 1623) - 조선 15대 국왕 광해군의 왕비
      - 4녀 : 류소영(柳小英, 1576 ~ ?)
      - 6남 : 류희안(柳希安, 1581 ~ 1628)

1. ↑  정종의 3남 선성군의 외고손녀